# Hansjürg Leibundgut
Hansjürg Leibundgut (* 10. November 1949 in Rüegsau; † 13. Juni 2023 heimatberechtigt in Rüegsau) war ein Schweizer Maschinenbauingenieur und Professor an der ETH Zürich.

## Leben
Hansjürg Leibundgut studierte von 1969 bis 1973 Maschinenbau an der ETH Zürich mit den Vertiefungsrichtungen Reaktortechnik und Fluiddynamik. Von 1974 bis 1975 war er Assistent am Institut für Reaktortechnik der ETH Zürich. Während seiner Tätigkeit als wissenschaftlicher Assistent im Labor für Milchwissenschaft am Institut für Lebensmittelwissenschaften von 1976 bis 1980 arbeitete er im Forschungsprojekt «Verwendung von Sonnenenergie zur Lebensmittelverarbeitung in Entwicklungsländern» mit und vertiefte sich in die Gebiete Solar- und Absorptionstechnik. In seiner Dissertation 1980 bei Christian Trepp spezialisierte er sich auf die Gebiete Solar- und Kältetechnik. 1980 wechselte er als wissenschaftlicher Mitarbeiter ans Institut für Verfahrens- und Kältetechnik der ETH Zürich.
Nach vier Jahren Industrieerfahrung im Bereich Forschung und Entwicklung der Absorptionskältetechnik wechselte er in die Verwaltung des Kantons Zürich und wurde dort verantwortlicher Chefbeamter für die Bereiche Energie, Lufthygiene und Technik der 1500 Staatsgebäude. 1989 kehrte er in die Privatwirtschaft zurück und wurde Mitinhaber und Chefingenieur des Consulting- und Engineering-Unternehmens Amstein + Walthert AG. Dort baute er unter anderem die Fachbereiche HLKSE (Heizung, Lüftung, Klimatisierung, Sanitär und Elektro), Facility-Management und Dynamische Gebäudesimulation auf und betreute mehr als 100 Projekte verschiedenster Architekturbüros. 2003 wurde er Geschäftsleiter des Unternehmens. Im September 2005 ernannte ihn der ETH-Rat zum ordentlichen Professor für Gebäudetechnik am Departement Architektur der ETH Zürich. Anfang 2015 folgte seine Emeritierung.

## Forschung
Durch seine Beiträge zur Weiterentwicklung und Einführung neuer Systeme und Komponenten in der Gebäudetechnik hat Leibundgut internationale Anerkennung erlangt. In Ermangelung geeigneter Bauelemente entwickelte er zusammen mit Schweizer Industriepartnern diverse neue Produkte. Er war massgeblich an der Einführung des «Exergiekonzepts» im Bauwesen beteiligt. Er entwarf zusammen mit seiner Gruppe Technologien und Komponenten für eine neue Gebäudetechnik, die aus dezentralen und untereinander vernetzten Komponenten besteht. Ziel war es dabei, emissionsfreie, kostengünstige und zuverlässige Gebäude zu erstellen. 2010 initiierte er im Departement Architektur die Initiative «Vom Energiesparen zur Emissionsfreiheit» und verankerte damit erstmals das Ziel: Die CO2-Emissionen sind über den gesamten Lebenszyklus eines Gebäudes zu reduzieren. Der Kern seiner Vision bestand aus dem systemischen Ansatz, der auf einem Balanceakt beruht: Das Gebäudesystem ist zu verstehen als Zusammenspiel zwischen Material, Konstruktion und technischen Komponenten. Lernfähige Algorithmen dirigieren das Aktoren-Konzert, um den «Exergiebedarf» zu minimieren und die Bedürfnisse der Nutzenden sicherzustellen. Darin ist auch die Erweiterung der CO2-Bilanz um die Erstellung der Komponenten vorgesehen. Für die Architektur wichtig: Solarinstallationen wandeln sich von mühsam versteckten Aufsätzen zu einem gestalterischen Element an der Gebäudehülle.

## Publikationen (Auswahl)
- Untersuchungen an einer Kälteanlage, bestehend aus einem Absorptions- und einem Dampfstrahlkompressionsteil. Diss. Techn. Wiss. ETH Zürich, Nr. 6713, 1980.
- Wegbeschreibung in eine nachhaltige Energie-Zukunft der Gebäude. Institut für Hochbautechnik, Zürich 2007, doi:10.3929/ethz-a-005320634.
- LowEx Building Design. Für eine ZeroEmission Architecture. vdf Hochschulverlag AG an der ETH Zürich, Zürich 2011, ISBN 978-3-7281-3409-7.